# Чугуновоз

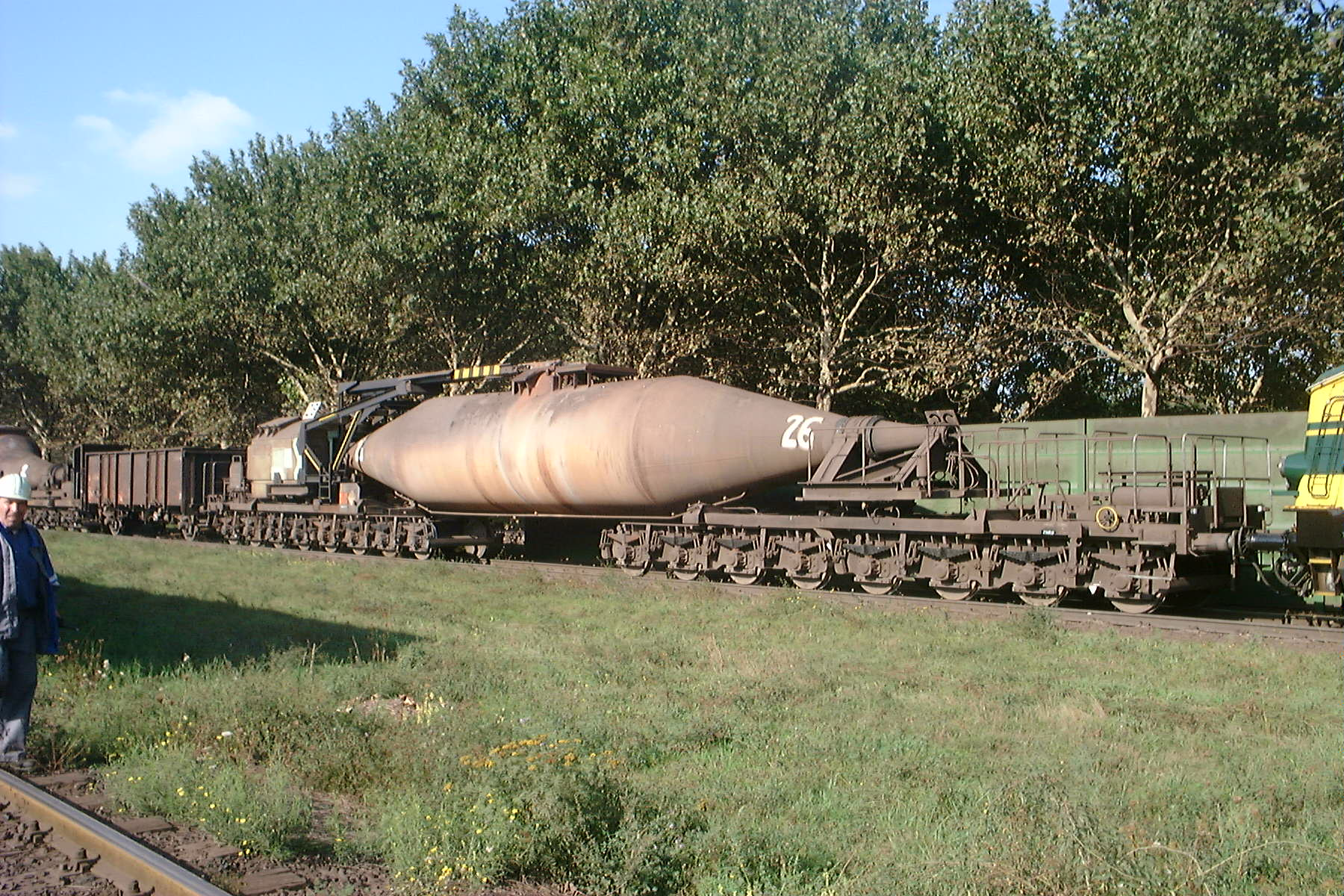
Вагон для перевозки расплавленного чугуна в Бельгии

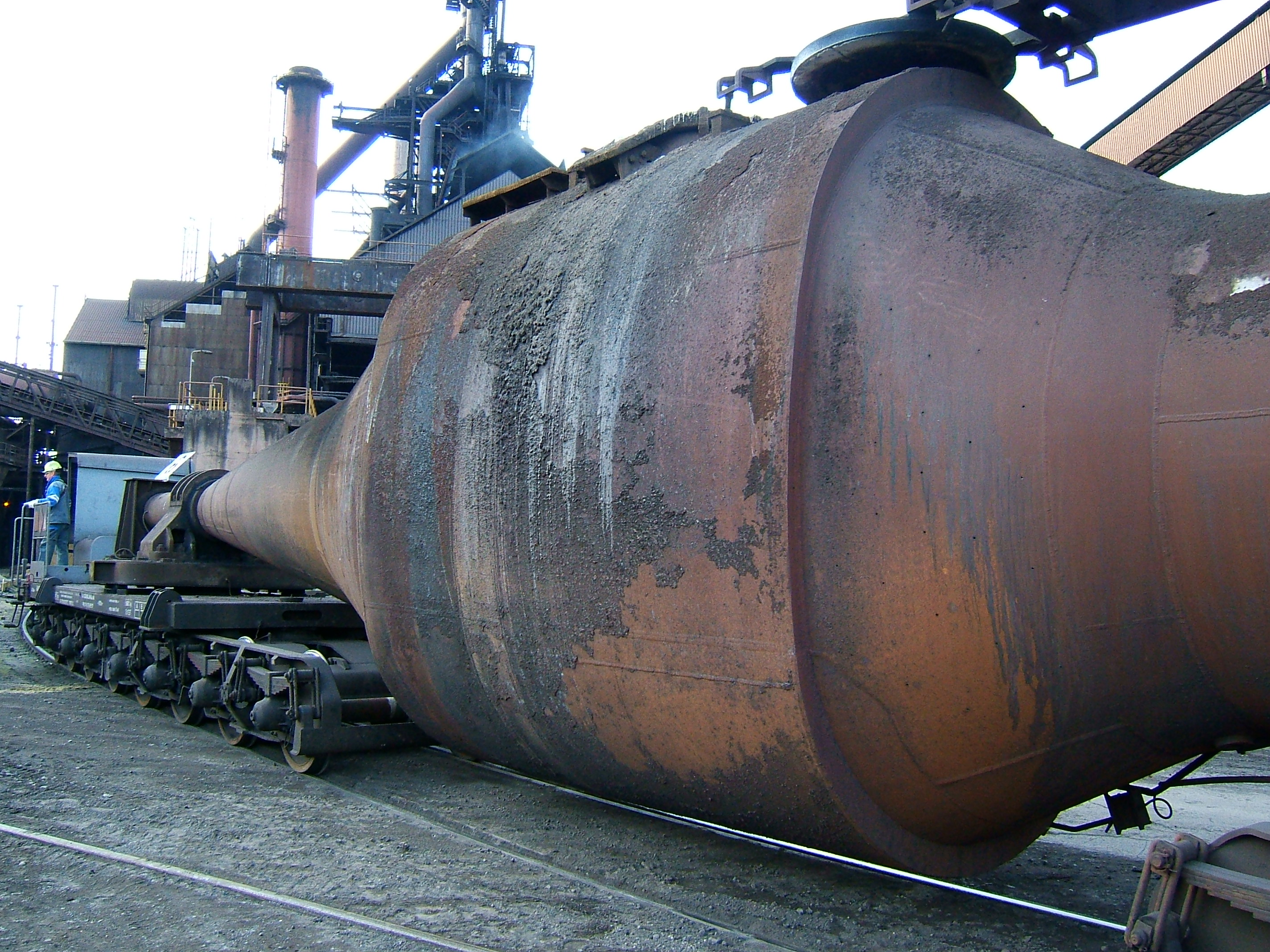
Чугуновоз миксерного типа на территории доменного цеха

Чугуново́з — вид грузового вагона, предназначенный для перевозки расплавленного чугуна как в составе поезда, так и на близких расстояниях (на территории заводов и промышленных территорий), к миксеру и доменной печи. Чугуновозы распространены по всему миру, чаще всего используются как технологический транспорт на металлургических предприятиях, реже используются для формирования железнодорожных составов. Максимальная вместимость чугуновозов, производившихся в СССР, составляла 120—180 т.
Чугуновоз состоит из тележки и укрепленного на ней ковша (цилиндрической, грушевидной или веретеновидной формы), в котором перевозится жидкий (расплавленный) чугун. Изнутри ковш выкладывается огнеупорным кирпичом. Когда чугуновоз доходит до места назначения, то ковш опрокидывается с помощью лебедки (иногда используются новые технологии).